# Tom Paxton
Thomas Richard Paxton, detto Tom (Chicago, 31 ottobre 1937), è un cantautore statunitense di genere folk la cui carriera si è sviluppata nell'arco di oltre 5 decenni.

## Biografia
Nel 2009 ricevette il Grammy Award alla carriera.
Tra i suoi brani più conosciuti figurano The Last Thing on My Mind, Bottle of Wine, Whose Garden Was This, The Marvelous Toy e Ramblin' Boy.
Le sue composizioni sono stati rese oggetto di cover da parte di moltissimi artisti, tra cui: Pete Seeger, Bob Dylan, The Weavers, Judy Collins ,Country Joe, Sandy Denny, Joan Baez, Harry Belafonte, Peter, Paul and Mary, The Kingston Trio, John Denver, Dolly Parton, Willie Nelson, Marianne Faithfull, Francesco Guccini.

## Discografia

### Album
- I'm the Man That Built the Bridges [live] (Gaslight, 1962)
- Ramblin' Boy (Elektra, 1964)
- Ain't That News! (Elektra, 1965)
- Outward Bound (Elektra, 1966)
- Morning Again (Elektra, 1968)
- The Things I Notice Now (Elektra, 1969)
- Tom Paxton 6 (Elektra, 1970)
- The Compleat Tom Paxton [live] (Elektra, 1971)
- How Come the Sun (Reprise, 1971)
- Peace Will Come (Reprise, 1972)
- New Songs for Old Friends [live] (Reprise, 1973)
- Children's Song Book (Bradleys, 1974)
- Something in My Life (Private Stock, 1975)
- Saturday Night (MAM, 1976)
- New Songs from the Briarpatch [live] (Vanguard, 1977)
- Heroes (Vanguard, 1978)
- Up and Up (Mountain Railroad, 1979)
- The Paxton Report (Mountain Railroad, 1980)
- Bulletin (Hogeye, 1983)
- Even a Gray Day (Flying Fish, 1983)
- The Marvelous Toy and Other Gallimaufry (Flying Fish, 1984)
- One Million Lawyers and Other Disasters (Flying Fish, 1985)
- A Paxton Primer (Pax, 1986)
- Folksong Festival 1986 (Pax, 1986)
- And Loving You (Flying Fish, 1986)
- Balloon-alloon-alloon (Sony Kids' Music, 1987)
- Politics Live (Flying Fish, 1988)
- The Very Best of Tom Paxton (Flying Fish, 1988)
- In The Orchard [live] (Sundown Records, 1988)
- Storyteller (Start Records Ltd, 1989)
- It Ain't Easy (Flying Fish, 1991)
- A Child's Christmas (Sony Kids' Music, 1992)
- Peanut Butter Pie (Sony Kids' Music, 1992)
- Suzy Is a Rocker (Sony Kids' Music, 1992)
- Wearing the Time (Sugar Hill, 1994)
- Live: For the Record (Sugar Hill, 1996)
- A Child's Christmas/Marvelous Toy and Other Gallimaufry (Delta, 1996)
- A Car Full of Songs (Sony Kids' Music, 1997)
- Goin' to the Zoo (Rounder, 1997)
- I've Got a Yo-Yo (Rounder, 1997)
- The Best of Tom Paxton (Hallmark, 1997)
- Live In Concert (Strange Fruit, 1998)
- Fun Animal Songs (Delta, 1999)
- Fun Food Songs (Delta, 1999)
- A Car Full of Fun Songs (Delta, 1999)
- I Can't Help But Wonder Where I'm Bound: The Best of Tom Paxton (Rhino, 1999)
- Best of the Vanguard Years (Vanguard, 2000)
- Stars in Their Eyes (Cub Creek Records, 2000), con Mark Elliott
- Live From Mountain Stage (Blue Plate, 2001)
- Under American Skies (Appleseed and Koch International, 2001)
- Ramblin' Boy/Ain't That News! (Warner Strategic Marketing, 2002)
- Your Shoes, My Shoes (Red House, 2002)
- Looking For The Moon (Appleseed, 2002)
- American Troubadour (Music Club, 2003)
- Best of Friends [live] (Appleseed Recordings, 2004)
- The Compleat Tom Paxton (Even Compleater) [live] (Rhino Handmade, 2004)
- Outward Bound/Morning Again (Wea/Rhino, 2004)
- Live in the UK (Pax, 2005)
- Live at McCabe's Guitar Shop (Shout Factory, 2006)
- Comedians and Angels (Appleseed, 2008)

### Raccolte e varie
- 1963 Newport Broadside [Compilation] [Live] (Vanguard, 1964)
- Broadside Ballads, Vol. 3: The Broadside Singers (Folkways, 1964)
- The Folk Box: Various Artists (Elektra, 1964)
- Folksong '65 Elektra 15th Anniversary Commemorative Album (Elektra, 1965)
- Tom Paxton: Tom Paxton (7-inch EP released in the UK)(EPK 802) (Elektra, 1967)
- Alive! Chad Mitchell Trio album (Reprise, 1967)
- Fantastic Folk: Various Artists (Elektra, 1968)
- Select Elektra: Various Artists (Elektra, 1968)
- Elektra's Best: Volume 1, 1966 through 1968: Various Artists (Elektra, 1968)
- Begin Here: Various Artists (Elektra, 1969)
- First Family of New Rock Various Artists (Warner Bros., 1969)
- 4/71: Various Artists: Elektra EK-PROMO 3 (Elektra, 1971)
- A Tribute to Woody Guthrie Part One [Live 1968] (CBS, 1972)
- A Tribute to Woody Guthrie Part Two [Live 1968] (Warner Bros., 1972)
- Broadside Ballads, Vol. 6: Broadside Reunion (Folkways, 1972)
- Greatest Folksingers of the '60s (Vanguard, 1972)
- Garden of Delights: Various Artists (Elektra, 1972)
- Kerrville Folk Festival 1977 [Live] (P.S.G. Recording, 1977)
- Philadelphia Folk Festival [Live 1977] (Flying Fish, 1978)
- Bread & Roses Festival 1977 [Live] (Fantasy, 1979)
- The Perfect High Bob Gibson album (Drive Archive, 1980)
- CooP - Fast Folk Musical Magazine (Vol. 2, No. 1) First Anniversary (Folkways, 1983)
- Bleecker and MacDougal: The Folk Scene of the 1960s (Elektra, 1984)
- Fast Folk Musical Magazine (Vol. 2, No. 10) (Folkways, 1985)
- Storytellers: Singers & Songwriters (Warner Bros., 1987)
- A Tribute to Woody Guthrie (Warner Bros., 1989)
- Folked Again (Mountain Railroad, 1989)
- Ben & Jerry's Newport Folk Festival 88 (Alcazar, 1989)
- All-Ears Review, Volume 7: Still Amazing After All These Years (ROM, 1989)
- The Greenwich Village Folk Festival 1989-90 (Gadfly, 1990)
- Ben & Jerry's Newport Folk Festival, Vol. 2 (Alcazar, 1990)
- Newport Folk Festival (Vanguard, 1991)
- Smithsonian Collection of Folk Song America, Vol. 3 (Smithsonian, 1991)
- Troubadours of the Folk Era, Vol. 2 (Rhino, 1992)
- American Folk Legends (Laserlight, 1993)
- Put on Your Green Shoes (CBS, 1993)
- Animal Tales Bill Shontz album (Lightyear, 1993)
- Freedom Is a Constant Struggle (Songs of the Mississippi Civil Rights Movement) (Folk Era, 1994)
- Folk Song America, Vol. 3 (Smithsonian Folkways, 1994)
- Folk [Friedman] (Friedman/Fairfax, 1994)
- To All My Friends in Far-Flung Places Dave Van Ronk album (Gazell, 1994)
- Never Grow Old Anne Hills and Cindy Mangsen album (Flying Fish, 1994)
- Christine Lavin Presents: Follow That Road: 2nd Annual Vineyard Retreat (Philo, 1994)
- A Child's Holiday (Alacazam!/Alcazar, 1994)
- The SilverWolf Homeless Project (Silverwolf/IODA, 1995)
- LifeLines Peter, Paul and Mary album (Warner Bros., 1995)
- Makin' a Mess: Bob Gibson Sings Shel Silverstein Bob Gibson album (Asylum, 1995)
- One More Song: An Album for Club Passim (Philo, 1996)
- Christine Lavin Presents: Laugh Tracks Vol.2 (Shanachie, 1996)
- Treestar Revue (Beacon, 1996)
- A Child's Celebration of Song, Vol. 2 (Rhino, 1996)
- A Very Cherry Christmas [Box Set] (Delta, 1996)
- Kid Songs Roth & Paxton & Young (Sony Special Products, 1996)
- Dog Songs (Disney, 1996)
- Vanguard Folk Sampler (Vanguard, 1996)
- Vanguard Collector's Edition [Box Set] (Vanguard, 1997)
- Christmas Treasures, Vol. 3 (Delta, 1997)
- Christmas Treasures [Box Set] (Laserlight, 1997)
- Christmas for Kids (Laserlight, 1997)
- Legendary Folk Singers (Vanguard, 1997)
- What's That I Hear? The Songs of Phil Ochs (Sliced Bread, 1998)
- Where Have All the Flowers Gone: The Songs of Pete Seeger (Appleseed, 1998)
- Kerrville Folk Festival - 25th Anniversary Album (Silverwolf/IODA, 1998)
- Kerrville Folk Festival: Early Years 1972-1981 [Live] [Box Set] (Silverwolf, 1998)
- Generations of Folk, Vol. 2: Protest & Politics (Vanguard, 1998)
- Diamond Cuts (Hungry for Music, 1998)
- American Pie [Various Artists] (ZYX, 1998)
- Around the Campfire Peter, Paul and Mary album (Warner Bros., 1998)
- A Child's Christmas List (Delta, 1999)
- Sweet Dreams of Home Mae Robertson album (Lyric Partners, 1999)
- Best of Broadside 1962-1988 [Box Set] (Folkways, 2000)
- Follow the Music: Various (Elektra, 2000)
- Kerrville Folk Festival (Silverwolf, 2000)
- Soup Happens Hot Soup album (Souper, 2000)
- Philadelphia Folk Festival - 40th Anniversary [Live] [Box Set] (Sliced Bread, 2001)
- Vietnam: Songs from a Divided House (Q. Records, 2001)
- Kids, Cars and Campfires (Red House, 2001)
- Washington Square Memoirs: The Great Urban Folk Boom, 1950-1970 [Box Set] (Rhino, 2001)
- Radio Shows: Greatest Mysteries (Radio Spirits, 2001)
- Vanguard: Roots of Folk (Vanguard, 2002)
- Kerrville Folk Festival: The Silverwolf Years [Box Set] (Silverwolf, 2002)
- Celebration: Philadelphia Folk Festival 40th Festival (Sliced Bread, 2002)
- This Land Is Your Land: Songs of Unity (Music for Little People, 2002)
- Seeds: The Songs of Pete Seeger, Vol. 3 (Appleseed, 2003)
- A Beachwood Christmas (Beachwood, 2003)
- Bon Appétit! Musical Food Fun Cathy Fink & Marcy Marxer album (Rounder, 2003)
- cELLAbration: A Tribute to Ella Jenkins (Folkways, 2004)
- Hail to the Thief II: Songs to Send Bush Packing (2004)
- Missing Persians File: Guide Cats Blind, Vol. 2 (Osmosys, 2005)
- Pop Masters: Early Mornin' Rain (Carinco AG/Digital Music Works, 2005)
- Christine Lavin Presents: One Meat Ball (Appleseed, 2006)
- Forever Changing: The Golden Age Of Elektra Records 1963-1973 (Rhino/Wea, 2006)
- Sowing the Seeds: The 10th Anniversary (Appleseed Recordings, 2007)

### Videografia
- Tom Paxton In Concert (Shanachie Records, 1992)